# Lera, Bitola
Lera (makedonska: Лера) är en ort i Nordmakedonien. Den ligger i kommunen Bitola, i den sydvästra delen av landet, 100 kilometer söder om huvudstaden Skopje. Lera ligger 750 meter över havet och antalet invånare är 444. Den ligger vid sjön Ezero Streževo.